# Nisaki (Voria Kerkyra)
Nisaki (griechisch Νησάκι (n. sg.) ‚Inselchen‘) ist ein Dorf im Nordosten der griechischen Insel Korfu. Es bildet gemeinsam mit drei weiteren Siedlungen eine Ortsgemeinschaft (Τοπική Κοινότητα Νησακίου Topikí Kinótita Nisakíou) im Gemeindebezirk Kassiopi der Gemeinde Voria Kerkyra und zählt insgesamt 370 Einwohner. Im namengebenden Küstenort leben 278 Einwohner, landeinwärts liegen die Siedlungen Vinglatouri (52 Einwohner) und Apolysi (21 Einwohner), weiter östlich an der Küste schließt sich Katavolos (19 Einwohner) an.

## Gliederung und Einwohnerentwicklung
Einwohnerentwicklung von Nisaki
| Name         | griechischer Name     | Code       | 1940 | 1951 | 1961 | 1971 | 1981 | 1991 | 2001 | 2011 |
| ------------ | --------------------- | ---------- | ---- | ---- | ---- | ---- | ---- | ---- | ---- | ---- |
| Nisaki       | Νησάκι                | 3203040301 | 063  | 074  | 076  | 074  | 145  | 142  | 346  | 278  |
| Apolysi      | Απολυσοί (m. sg.)     | 3203040302 | 103  | 080  | 064  | 051  | 032  | 030  | 053  | 021  |
| Vinglatouri  | Βιγγλατούρι (n. sg.)  | 3203040303 | 164  | 184  | 160  | 100  | 105  | 103  | 099  | 052  |
| Katavolos    | Κατάβολος (m. sg.)    | 3203040304 | 294  | 248  | 275  | 197  | 225  | 182  | 036  | 019  |
| Paleo Chorio | Παλαιό Χωριό (n. sg.) | -          | 106  | 024  | 003  |      |      |      |      |      |
| Gesamt       | Gesamt                | 32030403   | 730  | 610  | 578  | 422  | 507  | 457  | 534  | 370  |